# Roger of Whitchester
Roger of Whitchester († um 8. September 1258) war ein englischer Geistlicher und Richter. Von 1254 bis zu seinem Tod diente er als Richter am obersten Gericht für weltliche Streitfälle in England.

## Herkunft und Tätigkeit als Schreiber
Roger of Whitchester entstammte einer Familie des Ritterstands aus Northumberland, die sich nach dem Dorf Whitchester benannte. Er war der älteste Sohn von Sir Robert de Whitchester. Er gehörte dem geistlichen Stand an, als er wahrscheinlich bereits vor 1230 als Schreiber in den Dienst von William of York trat, der zu diesem Zeitpunkt leitender Schreiber am Common Bench war. Gesichert ist, dass er spätestens ab 1236 als Schreiber am Common Bench tätig war und bis 1246 im Dienst von William of York stand. Nach dem Tod seines Vaters vor April 1244 erbt er dessen Landbesitz. Angesichts des Kriegs mit Wales wurde er als Landbesitzer gedrängt, sich zum Ritter schlagen zu lassen. Dank der Unterstützung durch William of York brauchte er dieser Forderung nicht nachkommen und konnte Geistlicher bleiben. Dabei wurde er nie zum Priester, sondern nur zum Subdiakon oder Diakon geweiht. Bereits am 4. September 1226 hatte er von Richard de Umfraville das Rektorat von Elsdon in Redesdale erhalten, das er bis längstens 1245 innehatte. Dazu hielt er das Rektorat von Ovingdean bei Brighton in Sussex. Er hielt womöglich noch weitere Pfründen, die aber nicht belegt sind. Über seine weitere Tätigkeit vor 1246 ist sonst nur wenig bekannt. 1246 wird er zum Verwalter der Schriftrollen des Common Bench ernannt, womit er der erste bekannte Inhaber dieses Amts ist. Für dieses Amt wurde ihm ein jährliches Gehalt von £ 20 gewährt. Für die Verwaltung der Schriftrollen führte er eine Reihe von Neuerungen und Verbesserungen ein, unter anderem wurden die Schriftrollen der Gerichtsreisen nun nach dem Vorbild der Gerichtsverhandlungen vor dem Common Bench geführt. Von 1247 bis 1249 nahm er als Schreiber an der von Henry of Bath geführten Gerichtsreise durch Mittel- und Südengland teil. Aufgrund seiner Zugehörigkeit zum Ritterstand gehörte Whitchester bis 1247 mindestens viermal zu den Geschworenen eines Assize Courts in Northumberland.
Im März 1252 kam es in seinem Haushalt in London zu einem Zwischenfall, als sein Diener Thomas Ernald stranguliert aufgefunden wurde. Die Leiche war mit einem Sack mit Kleidung von Whitchester beschwert, doch der Coroner stufte den Vorfall als Unfall ein. Diese Einschätzung wurde von den Richtern John de Wyvill und Giles of Erdington nach einer Untersuchung am 14. April bestätigt.

## Aufstieg zum Richter
Spätestens ab 1248 wurden die Assize Courts nicht mehr nur mit vier lokalen Geschworenen, sondern auch mit zwei Berufsrichtern besetzt. Deshalb wurde Whitchester vor 1251 zum Richter ernannt und wurde ab diesem Jahr unter der Leitung von Alan de Wassand als Richter an Assize Courts in zahlreichen Grafschaften eingesetzt. Obwohl er aus dem nordenglischen Northumberland stammte, war er vor allem in Südengland tätig, wo er auch Grundbesitz gepachtet hatte. Als 1254 mehrere Richter des Common Bench an Gerichtsreisen durch verschiedene englische Grafschaften teilnahmen, sollten am Common Bench dennoch weiterhin Verhandlungen geführt werden. Deshalb wurde Whitchester nun auch zum Richter am Common Bench ernannt. Als solcher nahm er an Verhandlungen in Westminster, aber auch an mehreren Gerichtsreisen teil. Zu seinem Nachfolger als Verwalter der Schriftrollen des Gerichts wurde 1255 Richard de Middleton ernannt.

## Erwerbung von Landbesitz und Erbe
Whitchester konnte im Laufe seiner Amtszeit eine Reihe von Ländereien in Essex sowie in Südengland durch Pacht erwerben. Er machte mehrere Schenkungen zugunsten des Benediktinerinnenklosters St Bartholomews Priory in Newcastle. Seine Erbin wurde seine einzige überlebende Schwester Joan.